# Marianne Karlsmose
Marianne Karlsmose, född 6 juni 1973 i Fredericia, är en dansk politiker, medlem av regionsrådet för Mittjylland och partiledare för Kristendemokraterne 2002-2005, och igen från maj 2022.
Karlsmose är cand. mag. i samhällskunskap och historia och har arbetat som gymnasielärare. Hon gick med i Kristeligt Folkeparti 1992 och var ledamot i partistyrelsen från 1996. Hon var partiets toppkandidat i Europaparlamentsvalet 1999, men blev inte invald trots ett stort antal personliga röster. Efter några års avbrott från det politiska arbetet gjorde hon comeback 2002, då hon ställde upp i partiledarvalet efter att Jann Sjursen meddelat sin avgång. Hon blev vald och partiet kom under hennes ledarskap röra sig mer mot höger på en politiska skalan. Det var Karlsmose som stod bakom partiets namnbyte från Kristeligt Folkeparti till Kristendemokraterne, en markering av att partiet försökte närma sig den europeiska kristdemokratin. Partiet led ett stort valnederlag i folketingsvalet 2005 och blev utan mandat. Samma år avgick Karlsmose som partiledare och efterträddes av den mer vänsterinriktade Bodil Kornbek.